# Філіп Брідлав
Філіп Марк Брідлав (англ. Philip Mark Breedlove; нар. 21 вересня 1955, Форест Парк, Джорджія, США) — американський військовик, генерал. Верховний головнокомандувач Об'єднаних Збройних Сил НАТО в Європі (2013—2016). До цього був командувачем американських Військово-повітряних сил у Європі та Африці.

## Біографія
Закінчив Технологічний інститут Джорджії. Популярність здобув завдяки відмінній службі в об'єднаних військово-повітряних частинах США і Південної Кореї. Має понад 3,5 тис. годин нальоту, вільно керує літаками F-16, T-37, C-21 (Learjet 35).

## Нагороди
- Орден князя Ярослава Мудрого V ст. (Україна, 26 квітня 2016) — за значний особистий внесок у розвиток відносин України з Північноатлантичним альянсом, відстоювання державного суверенітету і територіальної цілісності України[2][3]